# جسر بايون
جسر بايون (بالإنجليزية: Bayonne Bridge) هو جسر قوسي يقطع مضيق «كيل فان كل» بين مديتيّ نيويورك وبايون في ولاية نيوجيرسي في الولايات المتحدة، حيث يحمل جزءاً من طريق 440 السريع. تم افتتاحه في 15 تشرين الثاني/ نوفمبر 1931. احتل هذه الجسر المرتبة الأولى عالميًا كأطول جسر عند اكتمال بنائه. ويُعتبر اليوم، واحدًا من أطول عشرة جسور قوسية في العالم، حيث تبلغ المسافة الحرة فيه 510,54 متر.

## تاريخ
تم تصميم الجسر بواسطة شركتي تصميم الجسور «أوثمار أمّان» و «المعمار كاس غلبرت». كما قامت سلطة موانئ نيويورك بإنشاءه (الآن هي سلطة موانئ نيويورك ونيوجرسي)، وقد تمك افتتاحه في عام 1931. وقد تم إدراج الجسر على لائحة المعالم الهنسدية في الولايات المتحدة منذ عام 1985.
ولقد أعلنت سلطة الموانئ مؤخراً على نيتها إعادة بناء الجسر بتصميم يسمح بمرور سفن شحن أكبر من تحته، من خلال توسعة القوس، والذي قُدرت تكاليف توسعته بحوالي 743.3 مليون دولار.

## معرض صور

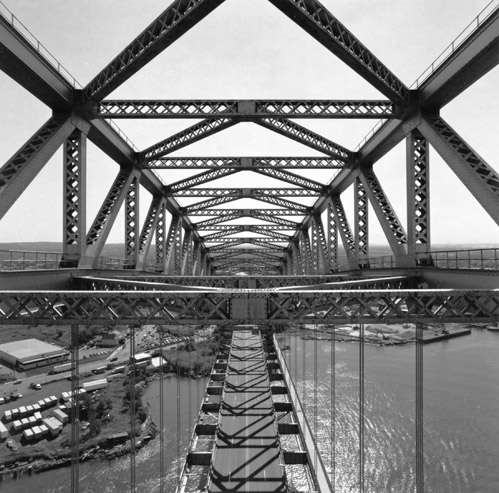
الهيكل الفولاذي الحامل
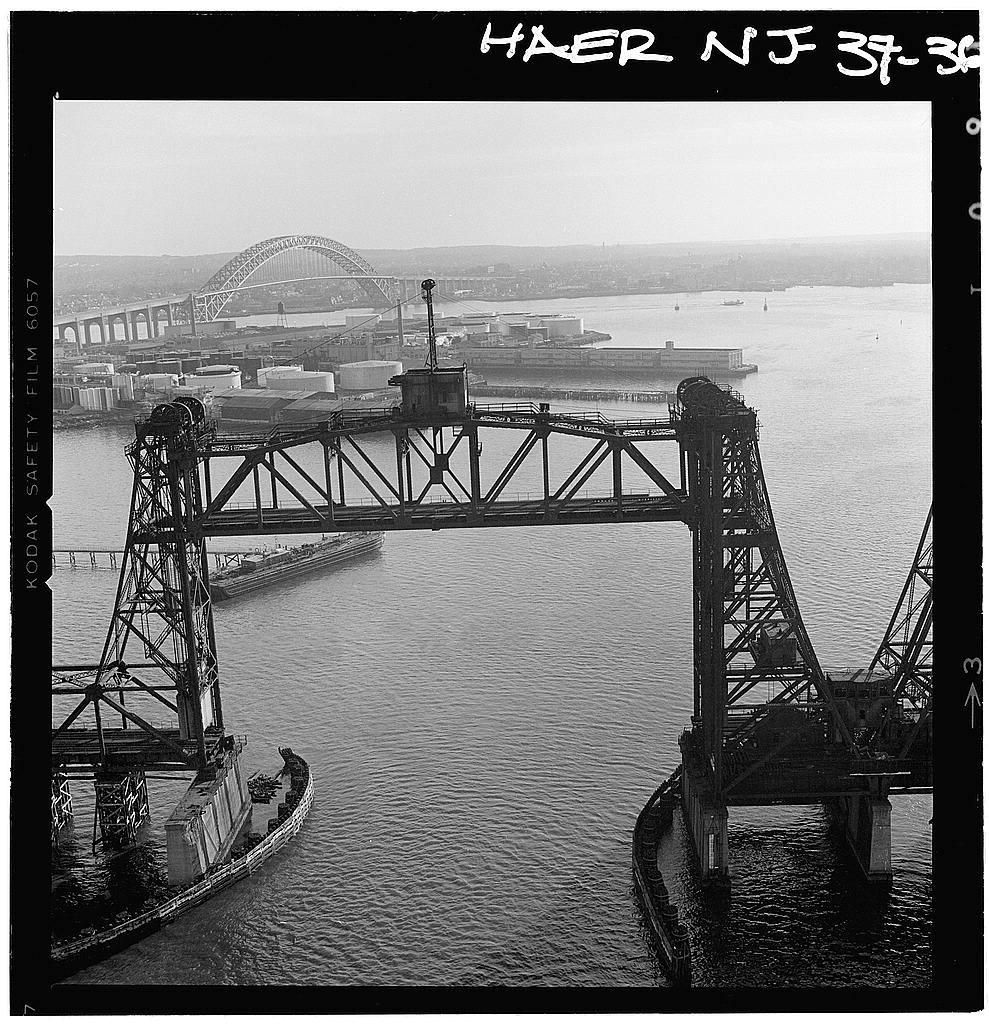
الجسر عام 1980
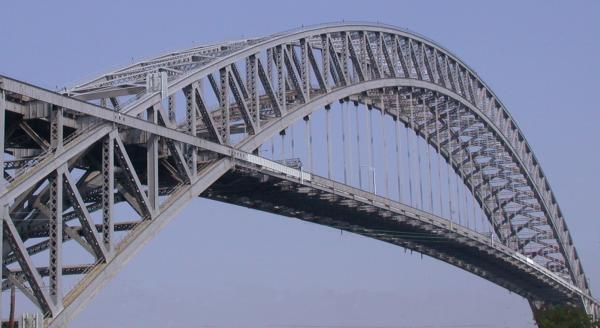
منظور للجسر من أسفل

## وصلات خارجية
- "مشروع جسر بايون الملاحي - مسوردة التقييم البيئي". U.S. Government Printing Office. مؤرشف من الأصل في 2019-12-13. اطلع عليه بتاريخ 2013-01-01.
- سلطة موانئ نيويورك ونيوجرسي: جسر بايون
- سلطة موانئ نيويورك ونيوجيرسي: جسر بايون
- جسر بايون وطريق 440 السريع
- جسر بايون  على موقع ستركتر

- جسر بايون